# Juan Ramón Báez
Juan Ramón Báez Mauriño (Santurce, 14 aprile 1935 – 25 gennaio 2022) è stato un cestista portoricano.

## Carriera
Con Porto Rico ha disputato due edizioni dei Giochi olimpici (Roma 1960, Tokyo 1964) e due dei Campionati mondiali (1959, 1963).

## Palmarès
- Campionato spagnolo: 2

Real Madrid: 1958, 1959-1960
- Copa del Rey: 1

Real Madrid: 1960
- FIBA World Cup All-Tournament Teams: 1

1959